# سرمایش با روغن
سرمایش با روغن (Oil cooling) استفاده از روغن موتور به عنوان سردکننده معمولاً برای حذف گرمای اضافی از موتور درون‌سوز است. موتور داغ، گرما را به روغن منتقل می‌کند که معمولاً از طریق یک مبدل گرمایی منتقل می‌کند، معمولاً نوعی از رادیاتور که به عنوان سرماکننده روغنی شناخته می‌شود. روغن سرد شده به شیء داغ برمی‌گردید که به‌طور مداوم باعث خنک شدن آن شود.